# Bükkszentmárton
Bükkszentmárton (1947-ig Borsodszentmárton) község Heves vármegye Bélapátfalvai járásában.

## Fekvése
Bekölcétől 6 kilométerre, Egertől 24 kilométer távolságra fekszik, a 2507-es közút mentén; közigazgatási területének déli részén ágazik ki az előbbi útból a Bélapátfalva vasútállomásra vezető 25 305-ös mellékút is.

## Története
A Bél nemzetség birtoka volt, sokáig Felbérnek nevezték. Temploma védőszentjéről vette fel a Szentmárton nevet. 1554-ben a török elpusztította, újra benépesülése után 1596-tól hódoltsági falu. Egykor Borsod vármegye Sajószentpéteri járásához tartozott. 1947-ig Borsodszentmárton volt a neve.

## Közélete

### Polgármesterei
- 1990–1994: Magyar Árpád (független)[3]
- 1994–1998: Magyar Árpád (független)[4]
- 1998–1999: Magyar Árpád (független)[5]
- 1999–2002: Bárdos Mária (független)[6]
- 2002–2006: Dudás Emil (független)[7]
- 2006–2010: Dudás Emil (független)[8]
- 2010–2014: Liktor Róbert (független)[9]
- 2014–2019: Liktor Róbert (független)[10]
- 2019–2024: Liktor Róbert (független)[11]
- 2024– : Liktor Róbert (független)[1]

A településen 1999. augusztus 1-jén időközi polgármester-választást tartottak, az előző faluvezető néhány hónappal korábbi, fiatalon bekövetkezett halála miatt.

## Népesség
A település népességének változása:
| Lakosok száma | 291  | 303  | 295  | 237  | 307  | 306  | 315  |
|               | 2013 | 2014 | 2015 | 2021 | 2022 | 2023 | 2024 |

2001-ben a település lakosságának 81%-a magyar, 19%-a cigány nemzetiségűnek vallotta magát.
A 2011-es népszámlálás során a lakosok 82,2%-a magyarnak, 14,9% cigánynak, 0,6% németnek mondta magát (17,8% nem nyilatkozott; a kettős identitások miatt a végösszeg nagyobb lehet 100%-nál). A vallási megoszlás a következő volt: római katolikus 76,2%, református 2,2%, görögkatolikus 0,3%, felekezeten kívüli 5,1% (16,2% nem nyilatkozott).
2022-ben a lakosság 85%-a vallotta magát magyarnak, 14,3% cigánynak, 0,3-0,3% németnek, szerbnek és görögnek, 0,7% egyéb, nem hazai nemzetiségűnek (15% nem nyilatkozott; a kettős identitások miatt a végösszeg nagyobb lehet 100%-nál). Vallásuk szerint 41,4% volt római katolikus, 2,9% református, 0,7% görög katolikus, 0,3% ortodox, 0,3% egyéb keresztény, 12,4% felekezeten kívüli (42% nem válaszolt).

## Nevezetességei
- Római katolikus templom. 1736-ban építették újjá, az egykori román stílusú templom maradványainak felhasználásával. Szent Márton tiszteletére felszentelt.